# Pascal Groß
Pascal Groß (někdy v angličtině psán jako Gross; * 15. června 1991 Mannheim) je německý profesionální fotbalista, který hraje na pozici záložníka za německý klub Borussia Dortmund a za německý národní tým.

## Klubová kariéra

### Hoffenheim
Groß debutoval v Bundeslize v dresu Hoffenheimu 2. května 2009 při prohře 0:4 proti VfL Wolfsburg, když v 89. minutě vystřídal Chineduho Obasiho. 16. srpna 2009 vstřelil své první góly ve své seniorské kariéře, v utkání rezervního týmu proti Stuttgarter Kickers II vstřelil dvě branky při výhře 4:2.

### Karlsruher SC
V lednu 2011 přestoupil, spolu se spoluhráčem z Hoffenheimu Marcem Terrazzinem, do Karlsruheru SC. Svého debutu se dočkal 20. února 2011, kde odehrál celý ligový zápas proti FSV Frankfurt; v zápase, který skončil vítězstvím Karlsruheru 2:1, otevřel skóre v 11. minutě. V sezóně 2011/12 v klubu odehrál celkem 25 zápasů, včetně dvou zápasů v sestupovém play-off proti SSV Jahn Regensburg. Karlsruher, po remízách 1:1 a 2:2, přes bavorský celek kvůli pravidlu venkovních gólů nepostoupil a zamířil do 3. ligy.

### Ingolstadt
Po sestupu Karlsruheru přestoupil Groß do druholigového Ingolstadtu. Svůj ligový debut v dresu Die Schanzer odehrál 3. srpna 2012 v zápase proti FC Energie Cottbus. Ve své první sezóně hrál především na pozici defensivního záložníka, nastoupil do 30 utkání, ve kterých vstřelil dvě branky; 26. října v zápase proti VfR Aalen a 10. března proti Bochumi.
Dne 7. prosince 2014 dal jedinou branku utkání proti RB Leipzig. O deset dní později si připsal další gól, tentokráte vítězný v zápase se St. Pauli. V následujícím ligovém střetnutí proti Darmstadtu se opět zapsal na listinu střelců při remíze 2:2. Svou gólovou sérii prodloužil ještě do roku 2015, kde v prvním zápase roku, dne 6. února, proti Greutheru Fürth vstřelil jedinou branku utkání. V sezóně 2014/15 byl klíčovým hráčem týmu, když v 34 ligových zápasech dal 7 branek a připsal si dalších 23 gólových asistencí. Ingolstadtu pomohl k postupu do Bundesligy.
Groß vstřelil pět ligových gólů v sezóně 2016/17 a zároveň vytvořil více šancí než kterýkoli jiný hráč ligy v sezóně, svým spoluhráčům připravil celkem 95 střeleckých příležitostí. I přesto však nedokázal zabránit sestupu Ingolstadtu z Bundesligy.

### Brighton & Hove Albion

#### Sezóna 2017/18
V květnu 2017 přestoupil Groß poprvé do zahraničí, když jej za 3 miliony euro koupil Brighton & Hove Albion, díky čemuž se stal nejdražším odchodem v historii Ingolstadtu, o dva týdny jej však překonal odchod Markuse Suttnera, který odešel také do Brightonu za 4,5 miliónů euro. Groß podepsal smlouvu na čtyři roky.
V dresu Brightonu debutoval 12. srpna 2017 v ligovém zápase proti Manchesteru City. 9. září 2017 se Groß zapsal do historie týmu tím, že vstřelil vůbec první gól Brightonu v Premier League; krátce po poločase přidal druhý a asistoval Tomeru Chemedovi při domácí výhře 3:1 proti West Bromwichi Albion.
Großovy výkony v měsíci září mu vynesly nominaci na ocenění pro nejlepšího hráče měsíce Premier League. Byl klíčovým hráčem Brightonu, který se během tohoto měsíce přímo podílel na čtyřech ligových gólech. Groß ukončil úspěšnou sezónu se sedmi góly, včetně vítězného v zápase s Manchesterem United. Tato výhra zajistila Brightonu udržení v anglické nejvyšší soutěži. Groß byl zvolen nejlepším hráčem sezóny klubu sezóny.
Dne 6. června 2018 prodloužil Groß smlouvy s Brightonem až do roku 2022.

#### Sezóna 2018/19
Znovu skóroval 19. srpna 2018 při dalším vítězství nad Manchesterem United, při první výhře Brightonu v sezóně 2018/19. V dalším zápase proti Rudým ďáblům navázal Groß na předchozí zápasy a 19. ledna 2019 se střelecky prosadil při prohře 2:1 na Old Trafford. Dne 27. dubna 2019 vstřelil vyrovnávací branku v zápase proti Newcastlu. Bod z tohoto utkání výrazně pomohl Brightonu v souboji o udržení v nejvyšší soutěži. 4. května 2019 vyhrál rival Brightonu, Crystal Palace, svůj zápas s Cardiffem City, což zajistilo Brightonu záchranu v Premier League.

#### Sezóna 2019/20
Dne 5. října odehrál Groß celý zápas proti Tottenhamu Hotspur. Brighton se dostal do vedení už po třech minutách, když Hugu Llorisovi vypadl z rukavic Großův centrovaný míč, který do odkryté brány doklepl Neal Maupay. Francouzský reprezentační gólman se navíc při zákroku zranil, musel střídat a na hřiště se vrátil až v lednu 2020. Zápas skončil vítězstvím Brightonu 3:0. Groß vstřelil svůj první gól v při domácím vítězství 3:2 nad Evertonem 26. října 2019.

#### Sezóna 2020/21
Groß odehrál své sté utkání v dresu The Seagulls 23. září 2020; při výhře 2:0 nad Prestonem v EFL Cupu byl dokonce kapitánem mužstva. Svůj první gól v sezoně vstřelil 28. listopadu, a to v 93. minutě ligového utkání proti Liverpoolu při remíze 1:1. V druhém zápase sezóny proti obhájcům titulu, 3. února 2021, odehrál Groß celé utkání při vítězství 1:0; jednalo se o první ligové vítězství klubu na Anfieldu od roku 1982. Groß byl kapitánem Brightonu, kvůli suspendace obvyklého kapitána Lewise Dunka, v zápase proti Manchesteru City. Asistoval u vyrovnávacího gólů Adama Webstera. Brighton zápas, ve kterém prohrávali 0:2, nakonec otočil a výhra 3:2 byla prvním vítězstvím klubu nad Citizens od roku 1989.

#### Sezóna 2021/22
Groß asistoval na branku Alexise Mac Allistera při vítězství 2:1 nad Burnley v úvodním zápase sezóny 2021/22. Poté asistoval na hlavičku Shanea Duffyho z rohového kopu při domácím vítězství Brightonu 2:0 nad Watfordem 21. srpna ve druhém zápase sezóny.

## Statistiky

### Klubové
K 21. srpnu 2021
| Klub                   | Sezóna  | Liga           | Liga   | Liga | Národní pohár | Národní pohár | Ligový pohár | Ligový pohár | Ostatní | Ostatní | Celkem | Celkem |
| Klub                   | Sezóna  | Liga           | Zápasy | Góly | Zápasy        | Góly          | Zápasy       | Góly         | Zápasy  | Góly    | Zápasy | Góly   |
| ---------------------- | ------- | -------------- | ------ | ---- | ------------- | ------------- | ------------ | ------------ | ------- | ------- | ------ | ------ |
| 1899 Hoffenheim        | 2008/09 | Bundesliga     | 4      | 0    | 0             | 0             | —            | —            | —       | —       | 4      | 0      |
| 1899 Hoffenheim        | 2009/10 | Bundesliga     | 1      | 0    | 1             | 0             | —            | —            | —       | —       | 2      | 0      |
| 1899 Hoffenheim        | Celkem  | Celkem         | 5      | 0    | 1             | 0             | —            | —            | —       | —       | 6      | 0      |
| Karlsruher SC          | 2010/11 | 2. Bundesliga  | 3      | 1    | 0             | 0             | —            | —            | —       | —       | 3      | 1      |
| Karlsruher SC          | 2011/12 | 2. Bundesliga  | 22     | 2    | 1             | 0             | —            | —            | 2       | 1       | 25     | 3      |
| Karlsruher SC          | Celkem  | Celkem         | 25     | 3    | 1             | 0             | —            | —            | 2       | 1       | 28     | 4      |
| Ingolstadt 04          | 2012/13 | 2. Bundesliga  | 30     | 2    | 1             | 0             | —            | —            | —       | —       | 31     | 2      |
| Ingolstadt 04          | 2013/14 | 2. Bundesliga  | 29     | 2    | 2             | 0             | —            | —            | —       | —       | 31     | 2      |
| Ingolstadt 04          | 2014/15 | 2. Bundesliga  | 34     | 7    | 1             | 0             | —            | —            | —       | —       | 35     | 7      |
| Ingolstadt 04          | 2015/16 | Bundesliga     | 32     | 1    | 1             | 0             | —            | —            | —       | —       | 33     | 1      |
| Ingolstadt 04          | 2016/17 | Bundesliga     | 33     | 5    | 2             | 0             | —            | —            | —       | —       | 35     | 5      |
| Ingolstadt 04          | Celkem  | Celkem         | 158    | 17   | 7             | 0             | —            | —            | —       | —       | 165    | 17     |
| Brighton & Hove Albion | 2017/18 | Premier League | 38     | 7    | 1             | 0             | 0            | 0            | —       | —       | 39     | 7      |
| Brighton & Hove Albion | 2018/19 | Premier League | 25     | 3    | 1             | 0             | 1            | 0            | —       | —       | 27     | 3      |
| Brighton & Hove Albion | 2019/20 | Premier League | 29     | 2    | 1             | 0             | 1            | 0            | —       | —       | 31     | 2      |
| Brighton & Hove Albion | 2020/21 | Premier League | 34     | 3    | 3             | 0             | 3            | 0            | —       | —       | 40     | 3      |
| Brighton & Hove Albion | 2021/22 | Premier League | 2      | 0    | 0             | 0             | 0            | 0            | —       | —       | 2      | 0      |
| Brighton & Hove Albion | Celkem  | Celkem         | 128    | 15   | 6             | 0             | 5            | 0            | —       | —       | 139    | 15     |
| Celkem                 | Celkem  | Celkem         | 316    | 35   | 15            | 0             | 5            | 0            | 2       | 1       | 338    | 36     |

## Ocenění

### Klubové

#### FC Ingolstadt 04
- 2. Bundesliga: 2014/15

### Individuální
- Hráč roku Brightonu & Hove Albion: 2017/18[17]